# ساندي فرانسيس دونكان
ساندي فرانسيس دونكان هي مؤلفة كندية، ولدت في 24 يناير 1942.